# 국가정책정보협의회
국가정책정보협의회(NAPI : National Association for Policy Information)은 국립중앙도서관(국립세종도서관)을 거점으로 정부 및 공공기관에서 생산 또는 소장한 지식정보자원의 공유와 공동활용 기반 마련을 위한 유관기관 간 협력체로, 2015년 11월 19일 설립되었다. 정부부처ㆍ정부출연ㆍ공공기관 자료실의 현장중심 네트워크를 통해 정책수립을 담당하는 공무원 및 연구자에 대하여 정책정보서비스를 제공하고 있다.

## 설립근거
□ 도서관법 제19조(국립중앙도서관 업무) 제1항 제5호
- 도서관직원의 교육훈련 등 국내 도서관에 대한 지도ㆍ지원 및 협력

□ 도서관법 시행령 제10조(국립중앙도서관의 협력업무)
- 분담수서, 상호대차, 종합목록 및 도서관자료의 공동보존
- 국내외 희귀 도서관자료의 복제와 배부

- 국내외 각종 도서관과의 업무협력 연계체제 구축을 위한 도서관협력망의 운용

## 설립목적
- 정부 및 공공기관과의 협력을 통한 공공간행물 등 의 체계적 수집·공유

- 고품질  제공을 위한 전문도서관 서비스 개발·제공

- 공직자·정책연구자의 정책과정을 지원하는 기관 자료실과 사서의 전문 역량 강화

## 가입대상
- 정부부처(자료실 및 기록물 관리 부서)

- 공공기관의 운영에 관한 법률 제4조에 의한 공공기관

- 정부출연연구기관 및 시도 발전연구원

- 기타 공공기관

## 연혁

### 2009
2009. 1.1.  정책정보공유협의회 구성

### 2014
2014. 6.19.  기존 정책정보공유협의회 가입 기관을 대상으로 정책정보협력망으로 전환

### 2015
2015. 5.20.  국가정책정보협의회 준비위원회 발족
2015. 10.  디지털서고 구축*
2015. 11.19.~20.  국가정책정보협의회 창립총회 및 세미나, 제1기 운영위원회 구성, 회칙 제정

### 2016
2016. 3.  국가정책정보협의회 운영위원회 회의
2016. 3.  협력 교육프로그램 운영*
2016. 6.  희귀 정책자료 디지털화 지원 사업*
2016. 9.29.~30.  제2회 국가정책정보협의회 정기총회 및 세미나

### 2017
2017. 3.  국가정책정보협의회 운영위원회 회의
2017. 6.  공동전시*
2017. 6.  국가정책정보협의회-한국전문도서관협의회 공동학술세미나 개최
2017. 9.  제3회 국가정책정보협의회 정기총회 및 세미나

### 2018
2018. 2.  제2기 국가정책정보협의회 운영위원회 회의
2018. 4.  정책정보서비스 선진사례 해외연수*
2018. 9.  제4회 국가정책정보협의회 정기총회 및 세미나
2018. 12.  제2기 국가정책정보협의회 운영위원회 회의

### 2019
2019. 9.  제5회 국가정책정보협의회 정기총회 및 세미나, 제3기 운영위원회 구성
2019. 12.  제3기 국가정책정보협의회 운영위원회 회의

### 2020
2020. 9.  제6회 국가정책정보협의회 정기총회, 운영위원회 회의
2020. 12.  국가정책정보협의회 온라인 세미나
→ * 협력사업 시작

## 주요업무(사업)

### 희귀 정책자료 디지털화
- 회원기관에서 발간 또는 소장하고 있는 정책자료 중 희귀 자료를 발굴하여 디지털화함으로써 자료의 보존 및 공동활용 기반 강화

### 「주제별컬렉션」 공동 구축
- 회원기관 소장자료 중 가치 있고 독창적인 자료를 디지털컬렉션으로 가공하여 일반 이용자에게 서비스

### 공동전시 기획
- 회원기관의 연구성과물, 콘텐츠 등을 활용한 공동전시를 통해 기관의 역할 및 연구 성과를 국민들에게 알릴 수 있는 기회 제공

### 정책정보서비스 선진사례 연수
- 회원기관 대상으로 해외 주요기관의 정책정보서비스 선진 운영사례 및 경험 공유 등을 통한 업무역량 강화 및 국제적 도서관 최신 동향 파악 기회 제공

### 교육 협력프로그램 운영
- 회원기관의 전문가들이 강사로 참여하여 해당 분야의 전문지식, 사회적 관심분야에 대한 대국민 교육 프로그램 운영

### 공동 워크숍 개최
- 전문도서관 등 유관기관과 정책정보서비스 공유 및 업무 역량강화를 위한 공동 워크숍 개최

## 회원기관: 241개관(2020년 12월 기준)
| 번호 | 기관명                     | 번호 | 기관명                   | 번호 | 기관명                   |
| 1    | aT 한국농수산식품유통공사  | 82   | 도로교통공단             | 163  | 한국농촌경제연구원       |
| 2    | IOM 이민정책연구원         | 83   | 동남권원자력의학원       | 164  | 한국뇌연구원             |
| 3    | 강원연구원                 | 84   | 동북아역사재단           | 165  | 한국도로공사             |
| 4    | 건강보험심사평가원         | 85   | 문화재청                 | 166  | 한국디자인진흥원         |
| 5    | 건축공간연구원             | 86   | 문화체육관광부           | 167  | 한국문학번역원           |
| 6    | 게임물관리위원회           | 87   | 민주화운동기념사업회     | 168  | 한국문화관광연구원       |
| 7    | 경기연구원                 | 88   | 보건복지부               | 169  | 한국문화예술교육진흥원   |
| 8    | 경인지방통계청(나라셈)     | 89   | 부산산업과학혁신원       | 170  | 한국문화정보원           |
| 9    | 경제·인문사회연구회        | 90   | 북한이탈주민지원재단     | 171  | 한국방송광고진흥공사     |
| 10   | 경찰청                     | 91   | 사행산업통합감독위원회   | 172  | 한국법무보호복지공단     |
| 11   | 공무원연금공단             | 92   | 산림청                   | 173  | 한국법제연구원           |
| 12   | 공정거래위원회             | 93   | 산업연구원               | 174  | 한국보건사회연구원       |
| 13   | 과학기술정보통신부         | 94   | 산업통상자원부           | 175  | 한국보건산업진흥원       |
| 14   | 과학기술정책연구원         | 95   | 서울동부지방검찰청       | 176  | 한국보건의료연구원       |
| 15   | 광주과학기술원             | 96   | 서울연구원               | 177  | 한국보훈복지의료공단     |
| 16   | 광주전남연구원             | 97   | 선박해양플랜트연구소     | 178  | 한국사회보장정보원       |
| 17   | 교육부                     | 98   | 세종학당재단             | 179  | 한국산업기술시험원       |
| 18   | 교통안전공단               | 99   | 소방청                   | 180  | 한국산업기술진흥원       |
| 19   | 국가공무원인재개발원       | 100  | 소상공인시장진흥공단     | 181  | 한국산업기술평가관리원   |
| 20   | 국가과학기술연구회         | 101  | 수도권매립지관리공사     | 182  | 한국산업인력공단         |
| 21   | 국가기술표준원             | 102  | 식품의약품안전처         | 183  | 한국생명공학연구원       |
| 22   | 국가보안기술연구소         | 103  | 신용보증재단중앙회       | 184  | 한국생산기술연구원       |
| 23   | 국가보훈처                 | 104  | 아시아문화원             | 185  | 한국석유관리원           |
| 24   | 국립경주문화재연구소       | 105  | 안전보건공단             | 186  | 한국세라믹기술원         |
| 25   | 국립경주박물관             | 106  | 에너지경제연구원         | 187  | 한국소비자원             |
| 26   | 국립광주과학관             | 107  | 연구개발특구진흥재단     | 188  | 한국수자원공사           |
| 27   | 국립광주박물관             | 108  | 영상물등급위원회         | 189  | 한국수출입은행           |
| 28   | 국립국악원                 | 109  | 영화진흥위원회           | 190  | 한국스포츠개발원         |
| 29   | 국립국어원                 | 110  | 외교부                   | 191  | 한국승강기안전공단       |
| 30   | 국립극장                   | 111  | 울산연구원               | 192  | 한국식품안전관리인증원   |
| 31   | 국립낙동강생물자원관       | 112  | 유해발굴감식단           | 193  | 한국언론진흥재단         |
| 32   | 국립문화재연구소           | 113  | 육아정책연구소           | 194  | 한국에너지공단           |
| 33   | 국립민속박물관             | 114  | 인사혁신처               | 195  | 한국여성정책연구원       |
| 34   | 국립부여박물관             | 115  | 재외동포재단             | 196  | 한국연구재단             |
| 35   | 국립산림과학원             | 116  | 전남여성가족재단         | 197  | 한국영상자료원           |
| 36   | 국립생물자원관             | 117  | 전북연구원               | 198  | 한국원자력연구원         |
| 37   | 국립생태원                 | 118  | 전쟁기념사업회           | 199  | 한국은행                 |
| 38   | 국립수목원                 | 119  | 정보통신기획평가원       | 200  | 한국의약품안전관리원     |
| 39   | 국립수산과학원             | 120  | 정보통신산업진흥원       | 201  | 한국인터넷진흥원         |
| 40   | 국립아시아문화전당         | 121  | 정보통신정책연구원       | 202  | 한국자산관리공사         |
| 41   | 국립암센터                 | 122  | 제주연구원               | 203  | 한국장애인개발원         |
| 42   | 국립외교원                 | 123  | 중소기업연구원           | 204  | 한국장애인고용공단       |
| 43   | 국립재난안전연구원         | 124  | 중소벤처기업진흥공단     | 205  | 한국저작권보호원         |
| 44   | 국립전주박물관             | 125  | 중앙교육연수원           | 206  | 한국저작권위원회         |
| 45   | 국립정신건강센터           | 126  | 중앙노동위원회           | 207  | 한국전기안전공사         |
| 46   | 국립제주박물관             | 127  | 지방공기업평가원         | 208  | 한국전기연구원           |
| 47   | 국립중앙박물관             | 128  | 지방자치인재개발원       | 209  | 한국전력거래소           |
| 48   | 국립중앙의료원             | 129  | 질병관리청               | 210  | 한국전자통신연구원       |
| 49   | 국립특수교육원             | 130  | 축산물품질평가원         | 211  | 한국조세재정연구원       |
| 50   | 국립한글박물관             | 131  | 충남연구원               | 212  | 한국주택금융공사         |
| 51   | 국립해양문화재연구소       | 132  | 충북연구원               | 213  | 한국지능정보사회진흥원   |
| 52   | 국립해양박물관             | 133  | 태권도원                 | 214  | 한국지방세연구원         |
| 53   | 국립해양생물자원관         | 134  | 통계교육원               | 215  | 한국지방행정연구원       |
| 54   | 국립현대미술관             | 135  | 통계청                   | 216  | 한국지식재산연구원       |
| 55   | 국립환경인재개발원         | 136  | 통일부                   | 217  | 한국지역정보개발원       |
| 56   | 국민건강보험공단           | 137  | 통일연구원               | 218  | 한국직업능력개발원       |
| 57   | 국민연금공단               | 138  | 특허청                   | 219  | 한국철도기술연구원       |
| 58   | 국방과학연구소             | 139  | 한국가스안전공사         | 220  | 한국청소년상담복지개발원 |
| 59   | 국방기술품질원             | 140  | 한국개발연구원           | 221  | 한국청소년정책연구원     |
| 60   | 국사편찬위원회             | 141  | 한국건강증진개발원       | 222  | 한국출판문화산업진흥원   |
| 61   | 국세청                     | 142  | 한국건설관리공사         | 223  | 한국콘텐츠진흥원         |
| 62   | 국악방송                   | 143  | 한국고용정보원           | 224  | 한국특허정보원           |
| 63   | 국제방송교류재단(아리랑TV) | 144  | 한국고전번역원           | 225  | 한국표준과학연구원       |
| 64   | 국토안전관리원             | 145  | 한국공예디자인문화진흥원 | 226  | 한국학중앙연구원         |
| 65   | 국토연구원                 | 146  | 한국공정거래조정원       | 227  | 한국한의약진흥원         |
| 66   | 극지연구소                 | 147  | 한국과학기술기획평가원   | 228  | 한국한의학연구원         |
| 67   | 근로복지공단               | 148  | 한국과학기술정보연구원   | 229  | 한국항공우주연구원       |
| 68   | 기초과학연구원             | 149  | 한국관광공사             | 230  | 한국해양과학기술원       |
| 69   | 기획재정부                 | 150  | 한국광물자원공사         | 231  | 한국해양교통안전공단     |
| 70   | 농림축산검역본부           | 151  | 한국광해관리공단         | 232  | 한국해양수산개발원       |
| 71   | 농림축산식품부             | 152  | 한국교육개발원           | 233  | 한국핵융합에너지연구원   |
| 72   | 농업정책보험금융원         | 153  | 한국교육과정평가원       | 234  | 한국행정연구원           |
| 73   | 농촌진흥청                 | 154  | 한국교통연구원           | 235  | 한국환경공단             |
| 74   | 대외경제정책연구원         | 155  | 한국국방연구원           | 236  | 한국환경정책·평가연구원  |
| 75   | 대전고등검찰청             | 156  | 한국국제교류재단         | 237  | 해양경찰교육원           |
| 76   | 대전교육과학연구원         | 157  | 한국국제문화교류진흥원   | 238  | 해양수산부               |
| 77   | 대한무역투자진흥공사       | 158  | 한국국제협력단           | 239  | 해양환경공단             |
| 78   | 대한민국역사박물관         | 159  | 한국국토정보공사         | 240  | 해외문화홍보원           |
| 79   | 대한민국예술원             | 160  | 한국기초과학지원연구원   | 241  | 환경부                   |
| 80   | 대한민국학술원             | 161  | 한국노동연구원           | 242  |                          |
| 81   | 대한체육회                 | 162  | 한국노인인력개발원       | 243  |                          |